# تپه ایدلی
تپه ایدلی مربوط به دوره اشکانیان - دوره ساسانیان است و در شهرستان میانه، بخش مرکزی، دهستان کله بوز شرقی، ۵۰۰ متری غرب روستای متروکه ایدلی واقع شده و این اثر در تاریخ ۲۸ اسفند ۱۳۸۵ با شمارهٔ ثبت ۱۸۸۹۷ به‌عنوان یکی از آثار ملی ایران به ثبت رسیده است.